# 2. ŽNL Splitsko-dalmatinska 2003./04.
2. ŽNL Splitsko-dalmatinska je svoje šesto izdanje imala u sezoni 2003./04. Predstavljala je drugi stupanj županijske lige u Splitsko-dalmatinskoj županiji, te ligu petog ranga hrvatskog nogometnog prvenstva. Sudjelovalo je šest klubova, a prvak je bio Sloga iz Mravinaca. 
 
Ovo je bila posljednja sezona 2. ŽNL do sezone 2012./13. Zbog malog broja klubova, od sezone 2004./05. su klubovi priključeni 1. ŽNL u jedinstvenu ligu, a od sezone 2006./07., pa do 2011./12. je igrana 4. HNL – Jug.

## Sustav natjecanja
Šest klubova je igralo četverokružnim liga-sustavom (20 kola).

## Momčadi
- Kamen – Ivanbegovina,  Podbablje
- Krilnik – Split
- Mladost – Donji Proložac
- Mračaj – Runović
- Sloga – Mravince
- Tekstilac – Sinj

## Ljestvica
| Poz. | Momčad                 | U  | P  | N | I  | G+ | G– | G+/– | Bod. | Nastavak natjecanja ili ispadanje |
| ---- | ---------------------- | -- | -- | - | -- | -- | -- | ---- | ---- | --------------------------------- |
| 1.   | Sloga Mravince (P)     | 20 | 14 | 4 | 2  | 74 | 14 | +60  | 46   | 1. ŽNL                            |
| 2.   | Tekstilac Sinj         | 20 | 14 | 4 | 2  | 77 | 16 | +61  | 45   | 1. ŽNL                            |
| 3.   | Mladost Donji Proložac | 20 | 9  | 6 | 5  | 23 | 26 | −3   | 32   | 1. ŽNL                            |
| 4.   | Krilnik                | 20 | 5  | 4 | 11 | 24 | 58 | −34  | 17   |                                   |
| 5.   | Mračaj                 | 20 | 3  | 5 | 12 | 13 | 45 | −32  | 14   | 1. ŽNL                            |
| 6.   | Kamen Ivanbegovina     | 20 | 2  | 3 | 15 | 24 | 76 | −52  | 8    |                                   |

1. ↑  1 bod oduzet od saveza.
2. ↑  1 bod oduzet od saveza.
3. ↑  2 boda oduzeta od saveza.
4. ↑  1 bod oduzet od saveza.

## Rezultatska križaljka
| kratica | klub                   | KAM      | KRI      | MLA      | MRA           | SLO      | TEK      |
| --- | ---------------------- | -------- | -------- | -------- | ------------- | -------- | -------- |
| KAM | Kamen Ivanbegovina     |          |          | 0:1, 0:2 | 1:1, 2:0      | 1:2, 1:8 |          |
| KRI | Krilnik Split          |          |          | 0:1, 3:0 | 1:1, 3:0 p.f. | 1:4, 0:9 |          |
| MLA | Mladost Donji Proložac | 1:0, 4:3 | 1:1, 2:2 |          | 2:0, 3:1      | 0:0, 2:1 | 0:0, 2:3 |
| MRA | Mračaj Runović         | 2:2, 2:1 | 2:1, 1:1 | 0:1, 1:1 |               | 1:2, 0:2 | 1:0, 0:7 |
| SLO | Sloga Mravince         | 2:2, 9:0 | 6:0, 8:0 | 2:0, 4:0 | 3:0, 6:0      |          | 0:0, 3:1 |
| TEK | Tekstilac Sinj         |          |          | 0:0, 4:0 | 4:0, 2:0      | 3:0, 2:2 |          |
| |                        |          |          |          |               |          |          |
| podebljan rezltat - utakmice od 1. do 5., te od 11. do 15. kola (1. i 3. utakmica između klubova) rezultat normalne debljine - utakmice od 6. do 10., te od 16. do 20. kola (2. i 4. utakmica između klubova) rezultat nakošen - nije vidljiv redoslijed odigravanja međusobnih utakmica iz dostupnih izvora rezultat nakošen i smanjen * - iz dostupnih izvora nije uočljiv domaćin susreta prekrižen rezultat - poništena ili brisana utakmica p - utakmica prekinuta 3:0 p.f. / 0:3 p.f. - rezultat 3:0 bez borbe |                        |          |          |          |               |          |          |

Izvori: 

## Poveznice
- Nogometni savez Županije Splitsko-dalmatinske
- 2. ŽNL Splitsko-dalmatinska
- 1. ŽNL Splitsko-dalmatinska 2003./04.